# Brachytarsomys albicauda
Espèce
Statut de conservation UICN

 LC  : Préoccupation mineure
Brachytarsomys albicauda est une espèce de rongeurs endémique de l'est de Madagascar.